# Portugiesische Badmintonmeisterschaft 1956
Die Portugiesische Badmintonmeisterschaft 1956 fand in Lissabon statt. Es war die erste Austragung der nationalen Titelkämpfe in Portugal.

## Titelträger
| Disziplin    | Sieger                         |
| ------------ | ------------------------------ |
| Herreneinzel | José da Silva                  |
| Dameneinzel  | Lezita Chaves                  |
| Herrendoppel | José da Silva Aníbal Rebelo    |
| Damendoppel  | nicht ausgetragen              |
| Mixed        | José da Silva Guida de Freitas |